# Fénétrange
Fénétrange – miejscowość i gmina we Francji, w regionie Grand Est, w departamencie Mozela.
Według danych na rok 1990 gminę zamieszkiwało 807 osób, a gęstość zaludnienia wynosiła 56 osób/km² (wśród 2335 gmin Lotaryngii Fénétrange plasuje się na 435. miejscu pod względem liczby ludności, natomiast pod względem powierzchni na miejscu 364.).